# Институт за защита на паметниците на културата и музей – Охрид
Националната институция Институт за защита на паметниците на културата и музей – Охрид (на македонска литературна норма: Национална установа - Завод за заштита на спомениците на културата и Mузеј - Охрид) е научна и музейна институция в град Охрид, Северна Македония.

## История

### Архиепископски музей
По време на Първата световна война в 1916 година в църквата „Света Богородица Перивлепта“ е открит печат на „общ“ архиепископски музей, публикуван за пръв път от Иван Снегаров. Вероятно в храма са събрани по важните ценности от превърнатите в джамии охридски църкви - катедралата „Света София“, „Свети Пантелеймон“ и други.
В 1936 година е организирано прибиране на всички предмети с историческа и художествена ценност от Охрид и неговата околия с намерение да се създаде фонд за бъдещ музей.

### Служба за старините
По време на българското управление в града през Втората световна война е създадена Служба за старините в Охрид, подчинена на Народния музей в Скопие. Службата е оглавена от охридчанина Кирил Пърличев и се грижи и води отчет за всички културно-исторически ценности в града. Тогава започват и първите археологически проучвания на Плаошник, при които са открити остатъците от църквата „Свети Пантелеймон“ и саркофагът с мощите на Свети Климент Охридски. Откритията са публикувани от наследилия Пърличев като началник на Службата за старините в Охрид Димче Коцо.

### Народен музей
След края на войната и попадането на Охрид във Федерална Югославия, по инициатива на писателя Димче Маленко, са направени и първите стъпки за прибиране на материали и предмети от историята, археологията и етнологията от гражданите на доброволна основа, като са събрани около 700 предмета. Решението за основанане на Народен музей в Охрид е от юни 1950 година, а музеят отваря врати на 1 май 1951 година - археологическият и историческият му дял са в Робевата къща, а етнографският в Ураниината къща, където са и до днес.
В 1952 година в рамките на музея се формира Архивен център, който в 1954 година става самостоятелна институция. В 1952 година е основана и Художествената галерия в Охрид като самостоятелна институция, втора в Народна република Македония. Разположена е в Савиновата къща. В 1953 година Художествената галерия влиза като отдел в рамките на Народния музей. В 1952 година към музея е прехвърлена и Службата за защита на паметниците на културата, която в 1956 година получава задача да се грижи за движимото и недвижимо културно наследство в рамките на Охридската околия – общините Ресен, Струга, Кичево, Брод и Дебър. Тогава започват и първите археологически проучвания и са локализирани около 400 археологически обекта, като на много от тях започват разкопки.

### Институт за защита на паметниците на културата
В септември 1962 година в Охрид е формиран общински Институт за защита на паметниците на културата. Той в сътрудничество с Народния музей предприема и извършва защитни археологически разкопки и консерваторски работи по архитектурата и живописта на много паметници.

### Обединена институция
На 1 март 1973 година двете институции са обединени в една. Тя се занимава с всички форми на грижа за паметниците на културата – археологически проучвания, консервация, реставрация и презентация на археологическите движими експонати и археологическите обекти, етнографски проучвания, консервация и презентация на етнографски материали, исторически изследвания, обработка и презентация на исторически документи, фотографии, ръкописи и старопечатни книги, консервация на живописното наследство – стенописи, иконопис, консервация на недвижимите паметници на културата, презентация на художествени дела от съвременни автори. Институцията заедно с клуба за подводни дейности „Охрид“ започва и първите подводни археологически проучвания в Македония и инициира формирането на Центъра за подводна археология в града. В 1997 – 2001 година са направени първите подводни археологически проучвания не само в Охридското, но и в Преспанското и в Дойранското езеро. Разкрито е наколното бронзово селище в Залива на костите край село Пещани и други подводни археологически обекти.
Под шапката на институцията са Робевата къща, съдържаща археологическа изложба, предмети от домакинството на Робевци и произведения на Охридската резбарска школа, Охридската галерия за икони при църквата „Света Богородица Перивлепта“ с постоянна изложба на средновековни икони, Узуновата къща, родният дом на Христо Узунов, с постоянна историческа експозиция от предилинденския и илинденския период, Пърличевата къща, родния дом на Григор Пърличев, Музеят на вода и Лапидариумът.
Седалището на управлението на институцията е в бившето Работническо училище на улица „Боро Шаин“ № 10, която е паметник на културата.